# Хорошие манеры
«Хорошие манеры» (фр. Les Belles Manières) —  художественный фильм французского режиссёра Жан-Клода Гиге (фр. Jean-Claude Guiguet), выпущенный в 1978 году. Победитель в параллельной секции Каннского кинофестиваля «Две недели режиссёров» (фр. Quinzaine des Réalisateurs)  в 1978 году.

## Сюжет
Молодой провинциал лет двадцати пяти приезжает в Париж. С тех пор, как он оставил школу и его семью, он занимался преимущественно случайной работой. Для того, чтобы изменить свою жизнь и посмотреть большой город, он отвечает на предложение о работе в столице. Его новый работодатель — Элен Куртре, зрелая, обеспеченная женщина, фундаментальный либерализм которой не позволяет ей относиться к Камилю как к слуге. Она сразу объявляет ему, что он будет кем-то вроде «двоюродного брата из провинции, приехавшего помочь по-дружески». Эта помощь состоит в основном в том, чтобы каждый день в 18 часов подавать пищу сыну Элен, Пьеру, живущему в течение двух лет затворником в своей комнате на вернем этаже и враждебно относящемуся к матери. Элен на самом деле хотела девушку в качестве горничной в надежде выманить сына из убежища, а также для того,чтобы иметь небольшую помощь по хозяйству, но остановила выбор на Камиле, потому что его письмо ей понравилось. У этой женщины Камиль наслаждается комфортом, которого у него никогда не было, и открывает для себя новый образ жизни, или, вернее, верит в это в начале. Камиль находит в Париже свою сестру Доминику: она хорошо училась в школе, а теперь зарабатывает на жизнь проституткой. Добрый и дисциплинированный парень располагает к себе всех в семье Куртре: Пьеру нравится его естественность, и с Элен у них устанавливаются дружеские отношения. Камиль рассказывает ей о своём детстве, о семье, где было 11 детей, с которыми родители никогда не разговаривали, о его различных местах работы. Со своей стороны ему становится известно, что Элен в течение длительного времени живёт отдельно от мужа и что она имеет любовника. Однажды вечером Камиль возвращается в квартиру избитый хулиганами, и Элен по-матерински за ним ухаживает. Она уезжает по своим делам на три недели, и накануне её возвращения  Камиль тщательно приводит в порядок квартиру, находит в продаже её любимые хризантемы, а затем поджигает бельё, висящее в комнате, где она его приютила. Он оказывается в тюрьме. Элен встречается со следователем и просит прекращения уголовного дела. Она навещает его в тюрьме, но Камиль остаётся ко всему безучастен и выбрасывает в унитаз принесённые ему конфеты. Ночью один из его сокамерников неожиданно срывает простыню с обнажённого молодого человека и, пока другой заключённый сторожит у двери камеры, насилует Камиля. Камиль терпит со слезами на глазах, а наутро его находят повешенным.

## О создателе фильма
Хорошие манеры —- это режиссёрский дебют Жан-Клода Гиге, ранее кинокритика в нескольких журналах, в том числе какое-то время в Cahiers du cinéma, влиятельном издании французской Новой волны. В 1975 он начал свою работу в кино ассистентом у Поля Веккьяли (фр. Paul Vecchiali) в фильме Change pas de main, стиль и подход к кинопроизводству которого оказали ощутимое влияния на творчество Гиге.

Жан-Клод Гиге, несомненно, человек очень образованный. Классическая музыка, изобразительное искусство, проза и поэзия включены в программу всех его фильмов посредством собрания, иногда тяжеловесного, авторитетных цитат и воодушевляющей музыки.Оригинальный текст (фр.) Jean-Claude Guiguet est, sans conteste, un homme très cultivé. Musique classique, beaux-arts, prose et poésie sont au programme de tous ses films à travers un florilège, parfois pesant, de citations doctes et d'envolées lyriques.— www.horscircuits.com
Несмотря на то, что он сделал только четыре полнометражных и три короткометражных фильма, Гиге является высоко ценимым кинорежиссёром, который принес уникальное понимание в его мрачные и часто запоминающийся изображения человеческих отношений. Помимо того, что он был опытным режиссёром, он был также мудрым и красноречивым социальным комментатором. Хорошие манеры — возможно, лучший фильм Гиге, очень жёстокое, и все же удивительно тонкое исследование классовых барьеров.

## Мнения
Французский журналист, кинокритик, писатель Оливье Никлос:

Классовая борьба, стилизованная одним из самых тонких наших кинорежиссёров. (...) На первый взгляд, работодатель очарован своим работником. Но социальное насилие тлеет медленным огнём, раздутым сыном семейства, замечательным,персонажем, своего рода стыдливым  бессознательным домочадцев, который живёт затворником в своей комнате из-за отвращения к социальной иерархии. Вдруг пролетарий яростно поджигает буржуазную квартиру, по-своему отвергая социальное насилие, которое он испытывает. Но самая сильная сцена в фильме не эта, а та, где он бросает в туалет тюремной камеры конфеты, которые  принесла ему его работодательница. Потому что до конца, она сохранила свои прекрасные манеры. Великий режиссёр, Гиге стилизует несправедливость, которая назревала, его постановка довольно сложная, где тривиальные изображения соединены  с великими  мелодиями музыкальных произведений.Оригинальный текст (фр.)La lutte des classes stylisée par l’un des plus subtils de nos cinéastes. (...) En apparence, l’employeuse est adorable avec son employé. Mais la violence sociale couve à petit feu, attisée par le fils de la maison, magnifique personnage, sorte d’inconscient honteux de la maisonnée, qui vit reclus dans sa chambre par dégoût de la hiérarchie sociale. D’un geste brusque, le prolo va mettre le feu à l’appartement bourgeois, sa façon à lui de refuser la violence sociale qu’il subit. Mais la scène la plus forte du film n’est pas celle-là : c’est celle dans laquelle il jette dans les toilettes de la cellule de la prison les chocolats qu’est venu lui apporter son employeuse. Car jusqu’au bout, elle aura gardé ses belles manières. En grand cinéaste, Guiguet stylise l’injustice qui couve, sa mise en scène très travaillée jouant sur le montage d’images triviales avec des grands airs d’opéra lyriques.— Olivier Nicklaus

Жан-Клод Гиге удачно описывает взаимоотношений этих двух персонажей из разных слоёв общества в своём первом фильме, одновременно чарующим и безнадёжным, обладающим большой психологической проницательностью. Сдержанность постановки подчёркивает силу социальной критики.Оригинальный текст (фр.)En décrivant les rapports de ces deux personnages issus de milieux différents, Jean-Claude Guiguet réussit un premier film à la fois envoûtant et désespéré, d’une grande finesse psychologique. La sobriété de la mise en scène accentue la force de la critique sociale.— www.horscircuits.com

## Исполнители главных ролей
Элен Сюржер (фр. Hélène Surgère),  французская театральная актриса, была открыта для кино Полем Веккьяли, который снял её в 11-ти своих фильмах и посредством его кинокомпании «Диагональ» (фр. Diagonale) призвал таких режиссёров, как Гиге и Ноэль Симсоло (фр. Noël Simsolo) признать её культ. Напоминающая Дитрих актриса является в фильме настоящим воплощением буржуазной утонченности и безупречно воспитанным образцом элегантности.
Эммануель Лемуан (фр. Emmanuel Lemoine) по профессии на самом деле был каменщиком, взятым Гиге прямо с улицы. В роли Камиля состоялся его дебют в кино. В 1979 году он снимется у Веккьяли в фильме «Телом к сердцу» (фр. Corps à coeur) и в 1986 снова у Гиге в своём последнем фильме «Faubourg St Martin».  В 1992 году он уйдёт из жизни.

## Награда
- 1978 : «Две недели режиссёров» (фр. Quinzaine des Réalisateurs) — 31-й Каннский кинофестиваль[1][2]

## Актёрский состав
- Элен Сюржер: Элен Куртре
- Эммануель Лемуан: Камиль Майяр
- Мартина Симоне: Доминик Майяр, или Домино
- Эрве Дюамель: Пьер Куртре, сын Элен
- Николя Сильбер: Жорж, любовник Элен
- Овар Вернон: начальник тюрьмы

## Съёмочная группа
- Режиссёр:  Жан-Клод Гиге, асс. Жерар Фро-Кута
- Сценарий:  Жан-Клод Гиге
- Диалоги:  Жан-Клод Гиге, Жерар Фро-Кута
- Исполнительный продюсер: Поль Веккьали
- Оператор-постановщик: Жорж Струве